# Stephen M. Johnson
Stephen M. Johnson – amerykański doktor filozofii, psychoterapeuta i konsultant terapeutyczny. W swoich książkach prezentuje koncepcję stylów charakteru opartą na dorobku psychologii psychoanalityczno-rozwojowej oraz własnych doświadczeniach terapeutycznych tworząc przy tym spoisty system terapeutyczny.